# Pseudostellaria davidii
Pseudostellaria davidii är en nejlikväxtart som först beskrevs av Adrien René Franchet, och fick sitt nu gällande namn av Ferdinand Albin Pax. Pseudostellaria davidii ingår i släktet Pseudostellaria och familjen nejlikväxter. Inga underarter finns listade i Catalogue of Life.